# Liste der Monuments historiques in Plouër-sur-Rance
Die Liste der Monuments historiques in Plouër-sur-Rance führt die Monuments historiques in der französischen Gemeinde Plouër-sur-Rance auf.

## Liste der Bauwerke
| Bezeichnung                 | Beschreibung                           | Standort | Kennzeichnung | Schutzstatus | Datum | Bild           |
| --------------------------- | -------------------------------------- | -------- | ------------- | ------------ | ----- | -------------- |
| Château de la Ville Huchet  | Schloss, erbaut im 17./18. Jahrhundert | (Lage)   | PA00089474    | Inscrit      | 1964  | weitere Bilder |
| Allée couverte von Bel Evan | Neolithikum                            | (Lage)   | PA00089473    | Inscrit      | 1981  | weitere Bilder |

## Liste der Objekte

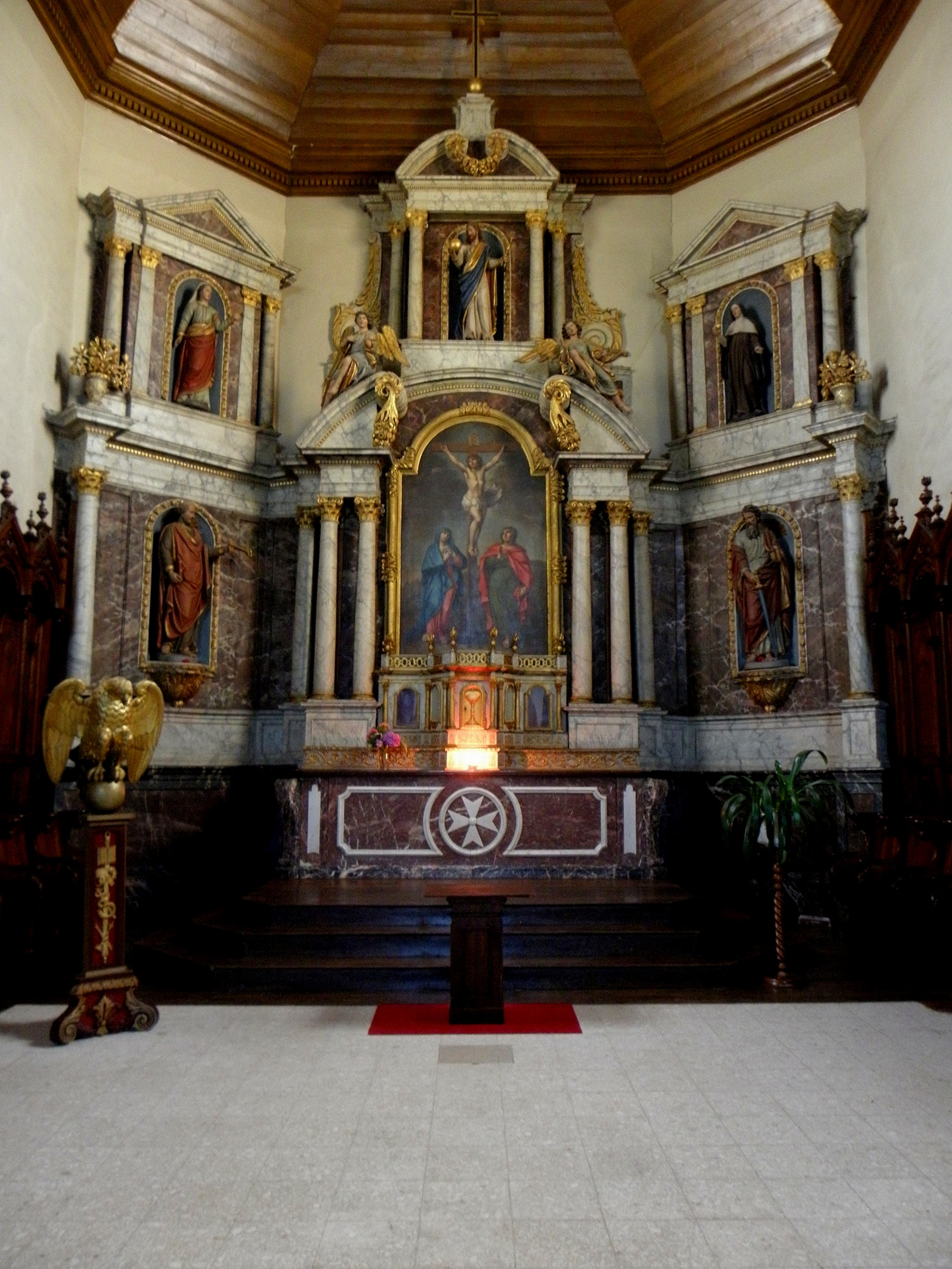
Hauptaltar (18. Jahrhundert) in der Kirche St-Pierre-St-Paul

- Monuments historiques (Objekte) in Plouër-sur-Rance in der Base Palissy des französischen Kultusministeriums